# مبنى اختبار التدفق السريع

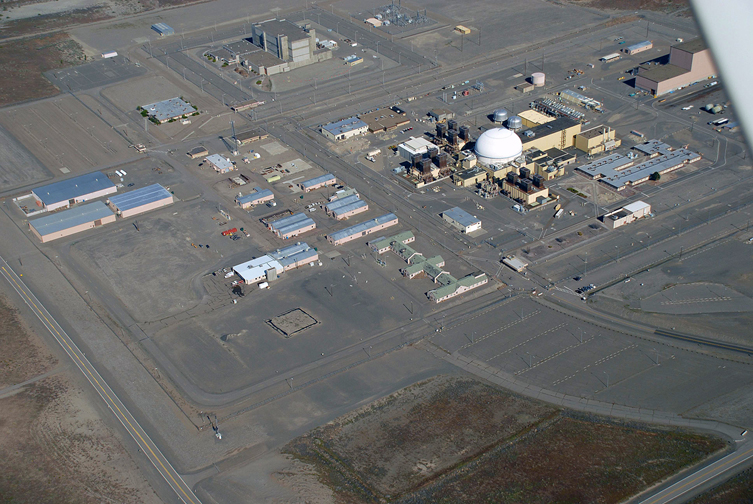
منظر جوي لمبنى اختبار التدفق السريع

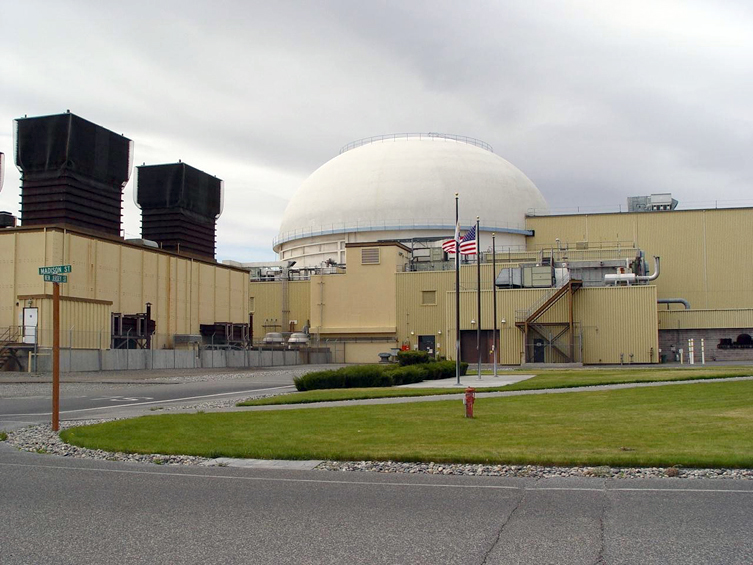
منظر أمامي لمبنى اختبار التدفق السريع

مرفق اختبار التدفق السريع (FFTF) أو مبنى اختبار التدفق السريع هو مفاعل اختبار نووي حراري بقدرة 400 ميغاواط ومبرد بالصوديوم السائل مملوك لوزارة الطاقة الأمريكية، ولا يولد الكهرباء.

## الموقع
يقع مبنى اختبار التدفق السريع في منطقة 400 من موقع هانفورد، الذي يقع في ولاية واشنطن.

## روابط خارجية
- Annette Cary (18 أبريل 2006). "FFTF gets historic landmark designation". Tri-City Herald. مؤرشف من الأصل في 2006-05-06. اطلع عليه بتاريخ 2006-05-31.
- Annette Cary (20 يونيو 2006). "Group says DOE should consider restarting FFTF". Tri-City Herald. مؤرشف من الأصل في 2021-07-02. اطلع عليه بتاريخ 2006-06-27. [وصلة مكسورة]

- The Associated Press (20 مايو 2005). "Core drilling kills last hope to revive Hanford research reactor". Tri-City Herald. مؤرشف من الأصل في 2005-05-02. اطلع عليه بتاريخ 2006-06-27.
- "400 Area/Fast Flux Test Facility". Hanford. Department of Energy. 9 مارس 2014. مؤرشف من الأصل في 2021-04-22. اطلع عليه بتاريخ 2015-02-17.
- "DOE Richland Operations Office Fast Flux Test Facility". مؤرشف من الأصل في 2006-06-17. اطلع عليه بتاريخ 2006-05-31.
- "The Center for Land Use Interpretation". مؤرشف من الأصل في 2006-10-03. اطلع عليه بتاريخ 2006-05-31.
- Fast Flux Test Facility (FFTF) SFR (drawing)